# Anna et Froga
Anna et Froga d'Anouk Ricard est le titre d'une série de bandes dessinées mettant en scène une petite fille se prénommant Anna et sa bande d'amis, des animaux anthropomorphes. Publiée initialement dans le magazine Capsule Cosmique, la série est éditée par Sarbacane. Anna et Froga a été nommée à deux reprises dans la sélection officielle Essentiel Jeunesse du Festival d'Angoulême (tome 1 en 2008 / tome 2 en 2009).

## Présentation
Entre chamailleries et moments de complicité, Anna partage son quotidien avec ses meilleurs amis, des animaux anthropomorphes : Froga la grenouille, Christophe le ver, René le chat et Bubu le chien. Ces cinq compères partagent une amitié indéfectible, comme on peut tous en rêver. Ils sont toujours prêts à rire, ne cessent de se taquiner et s'amusent ensemble à des jeux idiots ou se découvrent de nouvelles vocations. L'univers d'Anna et de ses acolytes se décline en histoires courtes de quatre pages. Des histoires savoureuses, au ton simple et direct. Chaque histoire se conclut par une planche double page.

## Personnages
- Anna est une petite fille qui aime se retrouver avec ses amis et chanter avec sa guitare.
- Froga est une grenouille qui aime jardiner.
- Christophe le ver est gourmand et vit sous terre.
- René le chat est l'ami le plus fidèle d'Anna avec Froga. Il est joueur, maladroit et possède son franc-parler.
- Bubu le chien : prétentieux et frimeur, susceptible, de mauvaise foi, il aime commander et dessiner bien que n'ayant aucun talent.

## Albums de la série
Albums
1. Tu veux un chwingue ? Paris : Sarbacane, octobre 2007, 44 p.  (ISBN 978-2-84865-182-8)
2. Qu'est-ce qu'on fait maintenant ? Paris : Sarbacane, mai 2008, 48 p.  (ISBN 978-2-84865-221-4)
3. Frissons, fraises et chips. Paris : Sarbacane, mai 2009, 48 p.  (ISBN 978-2-84865-291-7)
4. Top niveau. Paris : Sarbacane, 2010, 48 p.  (ISBN 978-2-84865-401-0)
5. En vadrouille. Paris : Sarbacane, 2012, 48 p.  (ISBN 978-2-84865-529-1)

Compilation
- Anna et Froga : l'intégrale. Paris : Sarbacane, 2014, 208 p.  (ISBN 978-2-84865-741-7). Rééd. 05/2022, 209 p.  (ISBN 978-2-37731-989-3)

En revue
- « Le Jeu », Capsule cosmique n° 1, septembre 2004, p. 50-53.
- « L'Arbre magique », Capsule cosmique n° 2, octobre 2004.

## Histoires
- Tome 1 : Tu veux un chwingue ?

1. Le Chwingue : Anna mâche un chewing-gum que lui a donné Froga. Elle lui trouve un drôle de goût et pour cause : Froga l'a trouvé par terre. En parlant avec son ami Christophe le ver de terre qui cherche son cousin, Anna craint d'avoir mâché un ver. En fait il s'agit de la chaussette perdue du ver.
2. Les Frites : Christophe a mangé trop de frites, il se retrouve coincé dans sa galerie. Froga va pour le secourir mais elle s'endort chez Christophe, devant sa télé.
3. Le Thon : Anna, Froga et René s'amusent dans l'eau. Ils rencontrent un thon qui veut devenir leur ami. Mais la bande profite un peu trop du poisson comme s'il s'agissait d'un chien et le thon a tôt fait de se débarrasser de ses ennuyeux amis.
4. Le Cadeau : Bubu veut faire un cadeau à Froga. Il fait croire qu'il est doué en peinture à ses amis. Il offre à Froga un tableau sur lequel il a juste appliqué des couleurs.
5. L'Expo : Bubu expose ses tableaux à côté de tableaux d'autres artistes. Seulement, il expose et signe de son nom des dessins d'Anna.
6. Le Téléphone : René et froga s'amusent à faire des farces au téléphone. Ils essaient de piéger Bubu sans se douter qu'il est à côté d'eux avec son téléphone sans fil et que c'est lui qui les piège.
7. La Chanson : Anna improvise une chanson à la guitare en se moquant de ses amis. Tous rient de bon cœur sauf Bubu qui préfèrent quitter l'assistance quand il sent son tour venir.

- Tome 2 : Qu'est-ce qu'on fait maintenant ?

1. Le Concours : Anna chante et danse avec Froga et Christophe pendant que René filme le groupe. C'est pour participer à un concours dont le gain est une journée avec Billy Kidy. Anna a menti à ses amis sur le gain pour pouvoir compter sur leur aide.
2. Le Tennis : Bubu a un équipement de joueur professionnel et frime. Au cours du jeu, René perd la balle et rend inutilisable la raquette. Bubu s'en va fâché. René, Anna et Froga jouent alors aux cartes sur le court.
3. Le Bonhomme de neige : la bande d'amis veut construire un bonhomme de neige. Bubu est un peu trop directif et son insolence énerve tout le monde. Anna et Froga le plantent dans le corps du bonhomme de neige pour que sa tête soit celle du bonhomme.
4. La Photo : Anna souhaite participer à un concours de photos insolites. Bubu lui donne l'idée d'une balade en montagne, à la recherche du Yeti. Avec Christophe, ils rencontreront le Yeti, mais ce dernier, enrhumé, ne laisse pas le temps à Anna de le prendre en photo. Son cliché, où ses amis s'envolent à cause de l'éternuement du géant, sera tout de même retenu.
5. Le Cousin : René reçoit son cousin Jason. Il prévient ses amis qu'il est sans gêne et qu'il ne faut pas le contrarier sinon il casse tout. La bande est intimidée, elle laisse dire et faire Jason qui se permet tout.
6. Le Film : un jour de pluie, la bande d'amis veut louer un film mais personne ne s'entend sur le genre de film. René propose de réaliser un film qui relèverait de tous les genres. À la fin de la prise d'images, René découvre qu'il a oublié de mettre une cassette dans sa caméra. Finalement les amis sortent jouer sous la pluie.
7. Le Lac : La bande part s'amuser au bord d'un lac que connaît Froga. À la place du lac, ils trouvent une flaque d'eau toute polluée. Ils s'en accommodent et occupent tant bien que mal leur journée. Mais, au moment de partir, Froga découvre en écartant des herbes qu'ils étaient à côté de l'étang. Elle ne dit rien.

- Tome 3 : Frissons, fraises et chips

1. Les vacances de Bubu : Anna, Froga et René décident de rendre visite à Bubu qui est tout juste rentré de son séjour en Égypte. Ils sont sans gêne et cela énerve Bubu qui finit par avouer à ses amis qu'il n'est pas parti en vacances, mais qu'il s'était retiré pour avoir la paix.
2. Le jardin de Froga (6 strips de 4 cases) + Les Fraises : Quelqu'un mange les fraises dans la serre de Froga. En posant un piège, Froga qui soupçonne les escargots découvre que le voleur n'est autre que Christophe.
3. Le pique-nique : La bande d'amis part en pique-nique en forêt. Après le repas, ils décident de faire une balade mais se perdent.
4. Bubu peintre (5 strips) + Le chef-d'œuvre : Bubu rêve qu'il réalise un beau tableau et qu'on le félicite.
5. La fête foraine : La bande d'amis monte dans le train fantôme. Bubu provoque un court circuit à l'intérieur de l'attraction.
6. Petits jeux entre amis (6 strips) + Qui suis-je ? : Froga, René et Anna jouent à "Qui-suis-je ?" René doit découvrir une personnalité en posant des questions à ses amis. Il doit trouver "Bubu".
7. Au lit : Bubu est malade et veut que ses amis légèrement envahissants le laissent tranquille. Pour s'en débarrasser, il leur fait croire qu'il a la rage.

- Tome 4 : Top Niveau

1. Le trac : Avant un concert dans lequel il joue, Christophe fait croire à ses amis qu'il a le trac alors qu'il est amoureux de l'une de ses partenaires.
2. Le resto : Bubu emmène ses amis dans un restaurant qu'un de ses amis vient d'ouvrir. Face à la saleté de la vaisselle et au mauvais goût de la nourriture, ils décident de tout mettre dans un sac pour le jeter à la poubelle.
3. Le mini-golf : Bubu fait croire à ses amis qu'il est un champion de golf alors qu'il casse quelque chose dès qu'il y joue.
4. La piscine : En plongeant dans une piscine, Bubu et René se cognent la tête et Bubu s'assomme. Froga et René lui font croire que le maître-nageur, amateur de camembert lui a fait du bouche-à-bouche.
5. Le vide-grenier : Pour gagner un pari concernant la vente d'un bocal de bouchons de stylos sur un vide-grenier, Bubu et René paient des gens pour qu'ils jouent la comédie.
6. Le look : Bubu et Christophe imitent le look du chanteur Bobi Bob. Lorsque celui-ci leur rend visite, il décide de s'habiller comme René car il adore son t-shirt.
7. La cueillette : Anna, Bubu, Christophe et René volent des cerises sur le cerisier du voisin de Christophe.

- Tome 5 : En vadrouille

1. Joyeux Noël : Pour Noël, les quatre amis décident de s'offrir des cadeaux qu'ils créent eux-mêmes.
2. Le stage : Bubu conseille à ses amis de faire avec lui un stage de désintoxication.
3. Le voisin : Les quatre amis font connaissance avec leur nouveau voisin le vampire, champion de Scrabble.
4. Le tour en ballon : Anna gagne dans un concours un voyage en ballon qu'elle fait avec Froga et René.
5. Le superphony : Bubu trouve un superphony par terre et compte le garder plutôt que de le restituer à son propriétaire.
6. Le train : Les quatre amis partent en vacances mais Bubu oublie la valise contenant les billets sur le quai.
7. Paris : En vacances à Paris, les quatre amis cherchent la Tour Eiffel qui est au-dessus d'eux.

- Histoire inédite

1. Le camping : En vacances dans un camping, les quatre amis pensent s'être fait volé leurs saucisses par leurs voisins alors qu'ils les avaient oublié à la caisse du supermarché.

## Film d'animation
La Roue de la chance incroyable est un petit film réalisé par Anouk Ricard avec la musique et les voix d'Anouk Ricard et de Francesco Rees. Il a été conçu pour l'exposition Capsule Cosmique, lors du Festival d'Angoulême 2006. Il s'agit d'un film d'animations en stop motion d'une durée de 1 min 36 s.
Synopsis
René a gratté un ticket gagnant de La Roue de la chance incroyable. Lors de son passage à la télévision, il tombe des marches et se blesse. L'émission est interrompue. René a gagné une montre mais il ne peut même pas la mettre puisqu'il a un bras dans le plâtre.

## Série télévisée
En 2021, la série Anna et Froga devient une série télévisée en 3D pour enfants, réalisée par Dominique Etchécopar, sous le titre Anna et ses amis. La série, coproduite par Superprod Animation et Atmosphere Media, est  diffusée sur Okoo, la plateforme enfants de France Télévisions. Elle compte 78 épisodes de 7 minutes.